# قو (فیلم ۱۹۲۵)
«قو» (انگلیسی: The Swan (1925 film)) یک فیلم است که در سال ۱۹۲۵ منتشر شد.